# 睦神社
睦神社（むつみじんじゃ） は、埼玉県さいたま市南区にある神社。総本社は富士山本宮浅間大社。調神社の兼務社となっている。

## 祭神
睦神社の祭神は木花開耶姫命で、水の神、安産・子育ての神、美の神、花の女神である。安産祈願、子育大願、容姿端麗、火防守護などの利益があると言われている。別称は「木花咲耶姫命」。参拝形式は二拝二拍一拝。

## 歴史
当地にあった富士浅間社に、1907年に大字浦和領別所(現：さいたま市南区別所)の村社稲荷社、大字浦和領辻(現：さいたま市南区辻)の村社熊野社、大字文蔵(現：さいたま市南区文蔵)の村社神明社及び各々の境内社、大字白幡(現：さいたま市南区白幡)から無格社の諏訪社及び八幡社を合祀、1909年に大字浦和領別所から無格社の神明社・十羅神社・稲荷社（三社）・第六天社（二社）を合祀し、1911年に睦神社と改称した。

## 境内
- 富士社
- 八幡神社
- 阿夫利神社
- 榛名神社
- 諏訪神社
- 稲荷神社(狛犬ならぬ狛狐が鎮座している)
- 三峰神社

## 祭事
かつては石尊講木製奉納太刀を境内崖下の池に立てて雨乞いの行事が行われていた。

## 文化財
- 石尊講木製奉納太刀(さいたま市指定有形文化財)[1]

## 現地情報
所在地
- 埼玉県さいたま市南区白幡1丁目16-13

交通アクセス
- 東日本旅客鉄道(JR東日本)埼京線・武蔵野線 武蔵浦和駅 （徒歩約8分）

周辺
- とんでん白幡店(本社)
- さいたま市立白幡中学校
- こびとの森保育園
- 医王寺
- 白幡沼